# Ом Юн Чхоль
Ом Юн Чхоль (кор. 엄윤철; род. 18 ноября 1991, Хамгён-Пукто, КНДР) — северокорейский тяжелоатлет, чемпион Олимпийских игр 2012 года в категории до 56 кг, пятикратный чемпион мира. Серебряный призер Олимпийских игр 2016 года и обладатель World Record в C & J. На Летней Универсиаде 2017 года Om Yun Chol в категории 56 кг толкает 165 кг.

## Карьера
Участвовал в юниорском (4-е место) и взрослом чемпионате мира в 2011 году, где занял 6-е место. На Олимпийских играх 2012 года выиграл золотую медаль, установив новый рекорд соревнований, а также став 5-м человеком в истории, которому удалось поднять вес, в 3 раза превышающий вес собственного тела.
13 сентября 2013 года на соревнованиях в Пхеньяне установил мировой рекорд в толчке — 169 кг. 20 сентября 2014 года на Азиатских играх в Инчхоне улучшил рекорд до 170 кг. 21 ноября 2015 года на чемпионате мира в Хьюстоне улучшил свой же мировой рекорд в толчке до 171 кг. Там же, в соревновании с китайским спортсменом У Цзинбяо, он поднял по сумме одинаковый вес (302 кг), однако выиграл у него по массе тела и занял первое место.
Возглавил опубликованный 7 января 2014 г. Центральным Агентством Новостей КНДР список 10 лучших спортсменов КНДР по итогам 2013 года.
В начале ноября 2018 года на чемпионате мира в Ашхабаде, корейский спортсмен, в весовой категории до 55 кг., завоевал четвёртое золото мировых первенств, сумев установить новый мировой рекорд в толкании 162 кг, и по сумме на 24 кг поднял веса больше, чем занявший второе место казахстанский спортсмен.
На предолимпийском чемпионате мира 2019 года, который состоялся в Таиланде, в пятый раз Ом стал чемпионом мира. В весовой категории до 55 кг, он сумел установить два мировых рекорда в толкании был поднят вес в 166 кг и по сумме двух упражнений общий вес составил 294 кг. 